# Private Eye (computerspel uit 1996)
Private Eye is een adventuregame, ontwikkeld door Brooklyn Multimedia en uitgegeven door Byron Preiss Multimedia, dat werd uitgebracht in 1996 voor de pc.
Het videospel is gebaseerd op Raymond Chandlers 'hard-boiled' detectiveverhaal The Little Sister met Philip Marlowe als hoofdpersonage.

## Gameplay en verhaal
Het verhaal is verteld vanuit een first-personperspectief en verloopt lineair. Het wordt alleen onderbroken als de speler met een point-and-click-actie beslissingen moet nemen die het verhaal een bepaalde richting uitsturen. 
De speler kruipt in de huid van Philip Marlowe, de beroemde privédetective. Het begint allemaal met een onschuldig meisje dat hem inhuurt om haar vermiste broer te vinden, wat al snel leidt tot een spel van hebzucht, chantage, wraak, bedrog en moord. De speler moet uitzoeken wie schuldig is voor de slechteriken of de politie hem zelf te pakken krijgen. 

## Systeemvereisten
- Windows 3.1
- 486 processor
- 8 MB RAM
- 2x cd-rom drive